# Ferula fukanensis
Ferula fukanensis är en flockblommig växtart som beskrevs av K.M.Shen. Ferula fukanensis ingår i släktet stinkflokesläktet, och familjen flockblommiga växter. Inga underarter finns listade i Catalogue of Life.